# Zaanse Schans
Zaanse Schans è una piccola comunità di 40 case situata a nord-est di Amsterdam, sulla banchina del fiume Zaan. Si trova a Zaandam, nella municipalità di Zaanstad, nell'Olanda Settentrionale. Nel XVIII secolo questa regione era un'area industriale con oltre 700 mulini a vento. Molti di questi storici mulini ed alcune case sono ancora in ottimo stato e rappresentano una forte attrazione turistica, tant'è che in alcuni è prevista la possibilità di visitarli nei loro interni.
Nel 2007 è stato costruito un nuovo mulino sullo stampo di quelli storici che all'interno mostra un video delle operazioni di costruzione.
Zaanse Schans è uno dei punti di forza dell'European Route of Industrial Heritage (ERIH).

## Storia
Zaanse Schans è conosciuta per i suoi mulini. In questi ultimi secoli nella zona (chiamata Zaanstreek) ne esistevano più di 1000. I primi mulini furono nel 1321 a Jisp e nei secoli dopo diversi mulini furono costruiti nelle vicinanze, e venivano sfruttati per muovere l'acqua e macinare la farina nella zona denominata Zaanstreek.
Negli anni a seguire furono costruiti altri mulini, che venivano usati sia per macinare la farina, ma anche frantoi per l'olio, per la carta, per il cacao, la mostarda, cemento e altre funzioni. Si erano diffusi così tanti mulini che ogni proprietario aveva costruito il proprio mulino per una specifica funzione.
I mulini della zona furono anche usati per rompere e costruire le pietre che servirono per costruire gli attuali palazzi di Dam a Amsterdam.
Nel 1731 esistevano 256 differenti mulini mentre, Amsterdam (famosa nel mondo anche per i suoi mulini) ne aveva solo 30.
Nel 900 i mulini furono piano piano sostituiti con i motori a vapore, soprattutto alla fine dell'800 il numero dei mulini diminuì drasticamente fino al numero attuale (poche decine) e per questo nel 1925 l'Associazione "Vereninging De Zaansche Molen" decise di conservare i restanti mulini per il futuro, per mostrare alle nuove generazioni la storia dei mulini a vento della zona.
Nel 1928 fu aperto anche il museo "Molenmuseum". La società possiede 12 mulini (con annesse attività) che sono meta sempre maggiore di turisti. Non per nulla, negli ultimi anni, nella zona di Zaanse Schans sono stati aperti anche diversi piccoli negozi, dove è possibile comprare qualche ricordo della zona.
Grazie ai 3600 membri della società, di cui gran parte volontari, e alcuni finanziamenti governativi, Zaanse Schans è ancora in grado di mostrare alle nuove generazioni il modo di vivere del passato, la cultura e le tradizioni che si sono sviluppate ai piedi di questi piccoli giganti.

## Het Jonge Schaap
È un mulino segheria. Le pale a vento azionano alcuni telai a sega che si muovono dall'alto verso il basso sezionando i tronchi d'albero in più assi di spessore diverso a seconda del posizionamento delle seghe. Una ruota dentata provvede anche a muovere in avanti il tronco. La forza del vento aziona anche un verricello che consente di trascinare fuori dall'acqua sullo scivolo fin dentro il mulino i tronchi d'albero. Il mulino segheria era un opificio molto diffuso nel periodo di maggiore splendore dell'industria del distretto di Zaan con circa 200 mulini.
È l'ultimo mulino interamente ricostruito dalla associazione secondo i disegni originali di un mulino demolito nel 1942 nella zona del Westzijderveld.